# Georgenthal
Georgenthal ist eine Landgemeinde im Süden des thüringischen Landkreises Gotha.

## Geographie
Die Landgemeinde liegt im Tal der Apfelstädt im Thüringer Wald, unweit des Rennsteigs.

### Gemeindegliederung
Zu Georgenthal gehören folgende Ortsteile: Altenbergen, Catterfeld, Engelsbach, Georgenthal, Gospiteroda, Herrenhof, Hohenkirchen, Leina, Nauendorf, Petriroda, Schönau vor dem Walde und Wipperoda.

## Geschichte

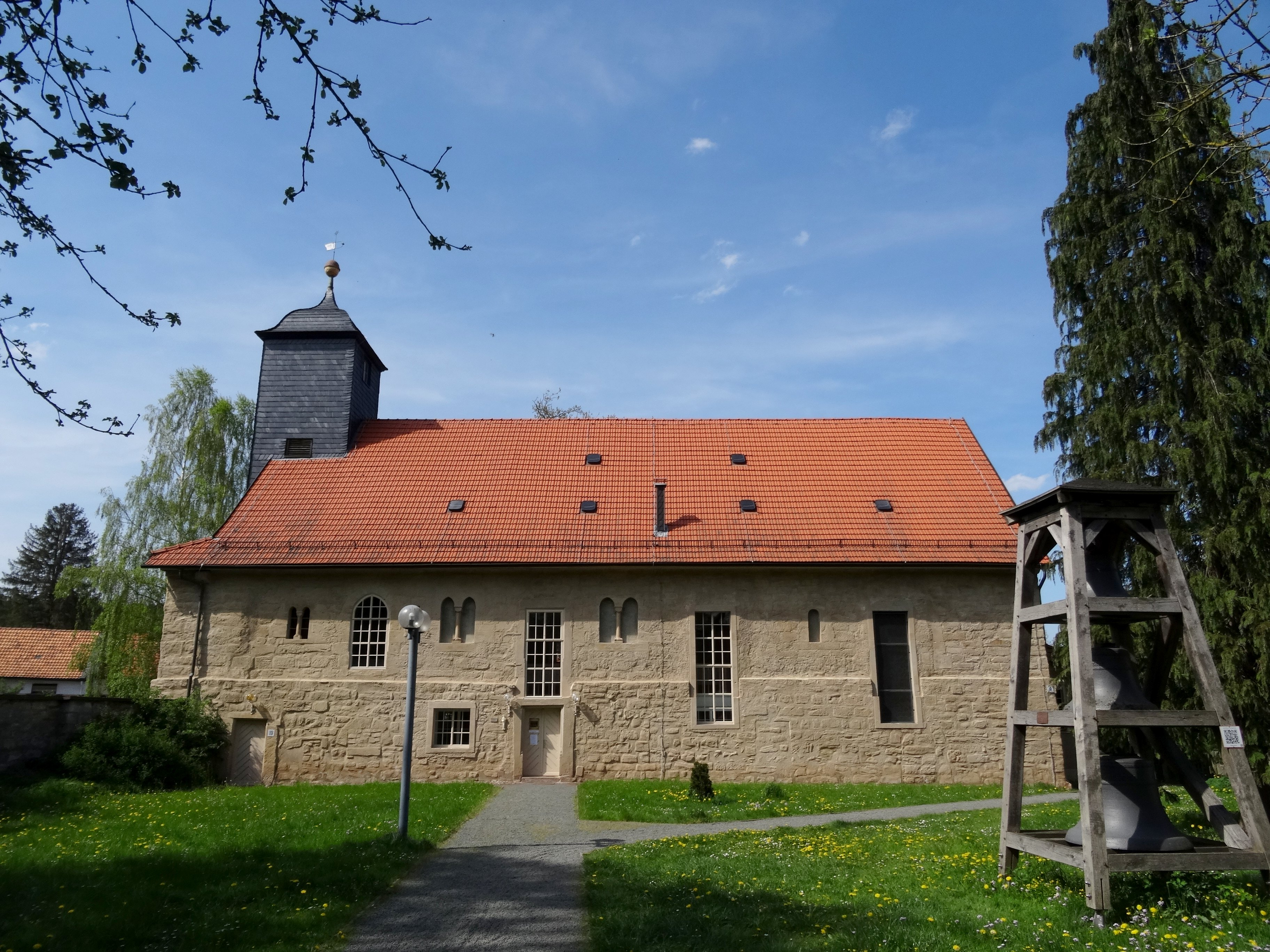
Dorfkirche St. Elisabeth, ehemalige Laienkirche des Zisterzienserklosters

Die älteste Besiedlung Georgenthals geht wohl auf die Siedlungen Asolveroth und Rekkers (Gut Rathkersdorf) in der frühen Rodeperiode zurück. 1143 wurde dann das Kloster St. Georg, ein Zisterzienserkloster, durch die Grafen von Schwarzburg-Käfernburg gegründet. Auf dieses Kloster nehmen die Namen Vallis St. Georgii und Monte St. Georgii Bezug, unter denen der Ort im 12. Jahrhundert erwähnt wurde. 1347 ist dann von Jurginthal die Rede. Das Kloster St. Georg besaß im Jahr 1335 knapp 11.000 Hektar Land mit zwölf Dörfern und hatte eine bedeutende Pferdezucht.  Das Kloster wurde im Bauernkrieg in der Osternacht 1525 von einem aufständischen Bauernheer geplündert. 1531 wurde der Klosterbesitz durch Kurfürst Johann von Sachsen eingezogen. Das ehemalige Kloster und seine zwölf Dörfer bildeten künftig das Amt Georgenthal. Ab 1600 erfolgte der Umbau eines der Klostergebäude zu einer Sommerresidenz, dem „Schloss Georgenthal“. Gestaltet und genutzt wurde sie unter anderem durch Herzog Ernst den Frommen von Gotha. 1792 bis 1794 gründete und betrieb Samuel Hahnemann hier die erste deutsche homöopathische Anstalt für psychisch Kranke. Der Ort entwickelte sich dann gegen Ende des 19. Jahrhunderts zum beliebten Ausflugs- und Urlaubsziel.
Von 1646 bis 1711 zählen die Akten des Amtes Georgenthal 71 Hexenverfolgungen auf. Allein 1674 fanden unter Amtmann und Hexenjäger Benedikt Leo 13 Hexenprozesse statt. Bis auf ganz geringe Ausnahmen wurden die Angeklagten dem Verbrennungstod überantwortet. Einige Frauen starben an den Folgen der Tortur. Die sechzigjährige Martha Lanz wurde am 4. Juni 1674 auf dem Scheiterhaufen auf dem Hirzberg verbrannt. Die 35-jährige Witwe des Köhlers Lorenz Ortlepp aus Catterfeld gestand in der Folter nicht und wurde freigesprochen.
Für viele Jahre war Georgenthal mit seinem Durchgangsbahnhof ein Eisenbahnknotenpunkt. Zunächst erreichte 1876 die Ohratalbahn Gotha–Gräfenroda den Ort. 1896 wurde die Bahnstrecke Fröttstädt–Georgenthal eröffnet, die jedoch 1947 als Reparationsleistung für die Sowjetunion ab Friedrichroda wieder stillgelegt und abgebaut wurde. 1892 wurde die Bahnstrecke Georgenthal–Tambach-Dietharz eröffnet. Auf dieser Verbindung wurde 1969 der Personenverkehr eingestellt, jedoch die Infrastruktur für den Güterverkehr saniert. Aufgrund des schlechten Streckenzustandes stellte DB Cargo den Güterverkehr Ende 1995 endgültig ein. Die Strecke wurde bis auf ein kurzes Reststück Georgenthal–Georgenthal Ort, das einem Museumsbetrieb dienen soll, im Jahr 2010 demontiert. Am 11. Dezember 2011 wurde wegen der sinkenden Fahrgastzahlen auch auf der Ohratalbahn der Personenverkehr eingestellt.
Georgenthal war Sitz erst einer SA-Schule im Gau Thüringen, aus der eine Gauschule der DAF wurde. Während des Zweiten Weltkrieges mussten über 100 Frauen und Männer im Kurhaus, in Hotels, in Sägewerken und in der Bahnmeisterei Zwangsarbeit leisten. Im April 1945 weigerte sich der Wehrmachtsoffizier Otto Fabian, den Volkssturm zum aussichtslosen Kampf gegen die vorgerückten amerikanischen Truppen zu führen, worauf er von der SS erschossen wurde. Der Platz vor dem Bahnhof Georgenthal Ort wurde in Otto-Fabian-Platz benannt und 1979 mit einem Gedenkstein versehen.

### Eingemeindungen
Am 1. April 1999 wurde Nauendorf eingemeindet.
Am 31. Dezember 2019 schlossen sich die Gemeinden Leinatal, Georgenthal, Hohenkirchen und Petriroda zur Landgemeinde Georgenthal zusammen. Diese wurde erfüllende Gemeinde für Emleben und Herrenhof. Mit Ausnahme Leinatals waren alle genannten Gemeinden zuvor in der Verwaltungsgemeinschaft Apfelstädtaue zusammengeschlossen. Die Eingemeindung Herrenhofs folgte am 1. Januar 2024.

## Politik

### Gemeinderat
Im Gemeinderat von Georgenthal entscheiden 20 ehrenamtliche Bürgerinnen und Bürger über Angelegenheiten der Gemeinde. Sie werden alle fünf Jahre neu gewählt. Das Ergebnis der jüngsten Wahl am 26. Mai 2024 zeigen die Diagramme.
- SPD: 3
- BLG: 6
- FDP: 1
- SG P: 1
- CDU: 9

Die vergangenen Kommunalwahlen seit 1994 führten zu folgenden Ergebnissen:
| Parteien und Wählergemeinschaften | Parteien und Wählergemeinschaften           | 2019   | 2019   | 2014   | 2014   | 2009   | 2009   | 2004   | 2004   | 1999   | 1999   | 1994   | 1994   |
| Parteien und Wählergemeinschaften | Parteien und Wählergemeinschaften           | %      | Sitze  | %      | Sitze  | %      | Sitze  | %      | Sitze  | %      | Sitze  | %      | Sitze  |
| --------------------------------- | ------------------------------------------- | ------ | ------ | ------ | ------ | ------ | ------ | ------ | ------ | ------ | ------ | ------ | ------ |
| BfGN e. V.                        | Bürger für Georgenthal und Nauendorf e. V.  | 37,6   | 5      | 15,4   | 2      | —      | —      | —      | —      | —      | —      | —      | —      |
| AVB                               | Allianz der Vereine und Bürger              | 26,8   | 4      | 18,7   | 3      | —      | —      | —      | —      | —      | —      | —      | —      |
| CDU                               | Christlich Demokratische Union Deutschlands | 19,7   | 3      | 33,1   | 5      | 28,0   | 4      | 33,0   | 5      | 24,3   | 4      | 24,3   | 3      |
| SPD                               | Sozialdemokratische Partei Deutschlands     | 15,9   | 2      | 12,6   | 2      | 16,3   | 2      | 10,0   | 1      | 16,5   | 3      | 29,1   | 4      |
| FWG                               | Freie Wählergemeinschaft Georgenthal e. V.  | —      | —      | 11,1   | 1      | 16,3   | 2      | 11,3   | 2      | 10,7   | 2      | 19,3   | 3      |
| LINKE*                            | Die Linke*                                  | —      | —      | 9,0    | 1      | 12,2   | 2      | 10,0   | 1      | 7,9    | 1      | —      | —      |
| FDP                               | Freie Demokratische Partei                  | —      | —      | —      | —      | 27,2   | 4      | 35,8   | 5      | 40,5   | 6      | 27,2   | 4      |
| Gesamt                            | Gesamt                                      | 100    | 14     | 100    | 14     | 100    | 14     | 100    | 14     | 100    | 16     | 100    | 14     |
| Wahlbeteiligung                   | Wahlbeteiligung                             | 55,2 % | 55,2 % | 55,8 % | 55,8 % | 54,6 % | 54,6 % | 53,5 % | 53,5 % | 69,7 % | 69,7 % | 74,8 % | 74,8 % |

*  bis 2004:  PDS – Partei des Demokratischen Sozialismus

### Bürgermeister
Georgenthals Bürgermeister ist Florian Hofmann (CDU). In der Stichwahl am 20. September 2020 konnte er mit 54,8 Prozent die Wahl für sich entscheiden. Die Wahlbeteiligung lag bei 49,0 Prozent.

### Wappen
Die Blasonierung für das Georgenthaler Wappen lautet:  „In Gold ein auf einem schwarzen Pferd mit silbernem Zaumzeug und Sattel sitzender Ritter in roter Rüstung; mit der Linken die Zügel haltend, mit der Rechten eine rotgestielte Lanze mit silberner Spitze auf einen grünen Drachen zu seinen Füßen stoßend, begleitet rechts oben von einer silbernen, grün bordierten sechsblättrigen Rosette.“
Blasonierung für das Wappen des Ortsteils Nauendorf:  „In Rot ein breiter silberner Wappenpfahl, darin auf grünem Hügel ein stehender, nach rechts sehender schwarzer Hahn mit rotem Kamm, roten Halslappen und Füßen.“

### Gemeindepartnerschaft
Partnergemeinde von Georgenthal ist seit 2006 die französische Gemeinde Confolens im Département	Charente.

## Kultur und Sehenswürdigkeiten
Georgenthal ist ein staatlich anerkannter Erholungsort.
- Klosterruine Georgenthal

- Kirche St. Elisabeth

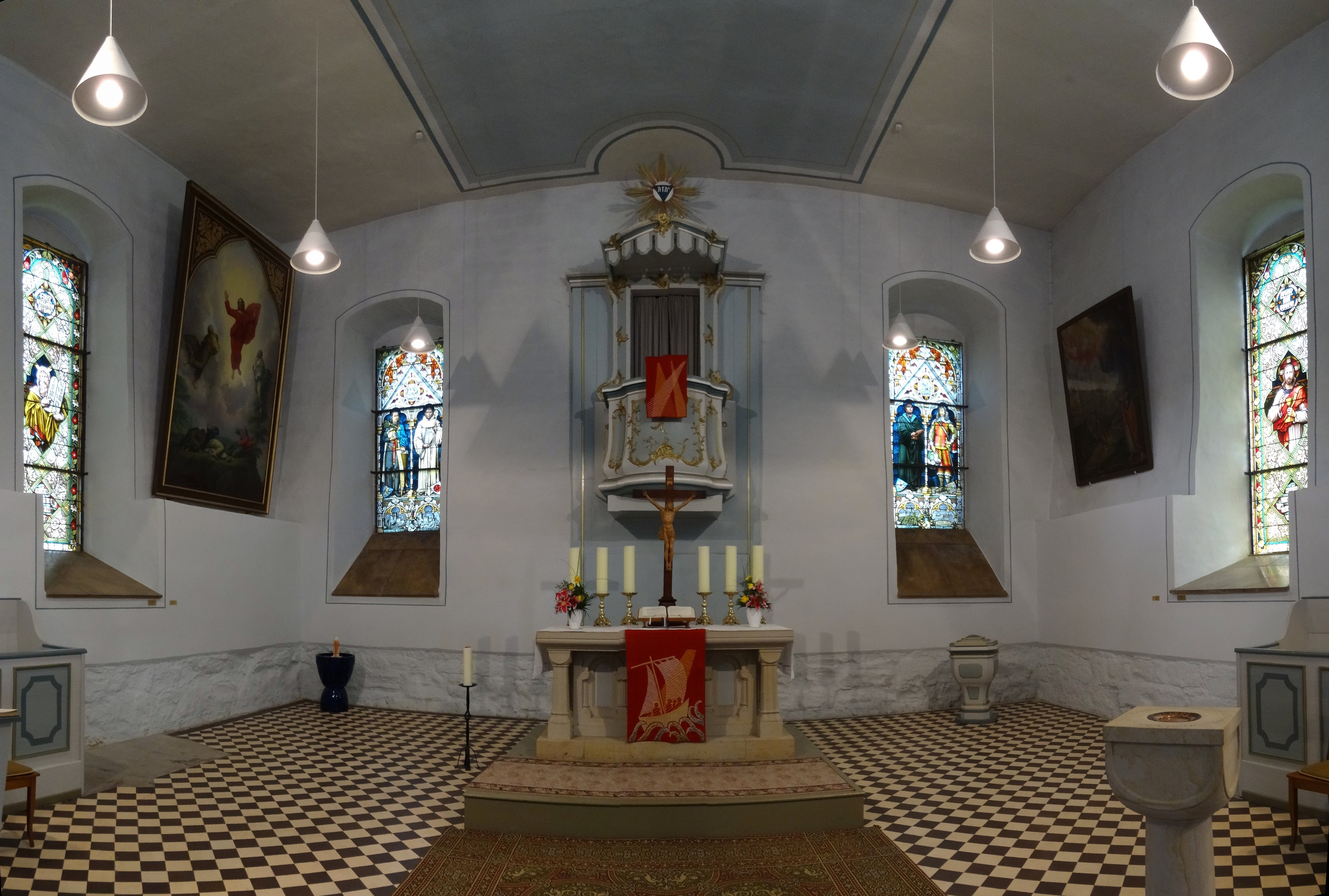
Altarraum St. Elisabeth

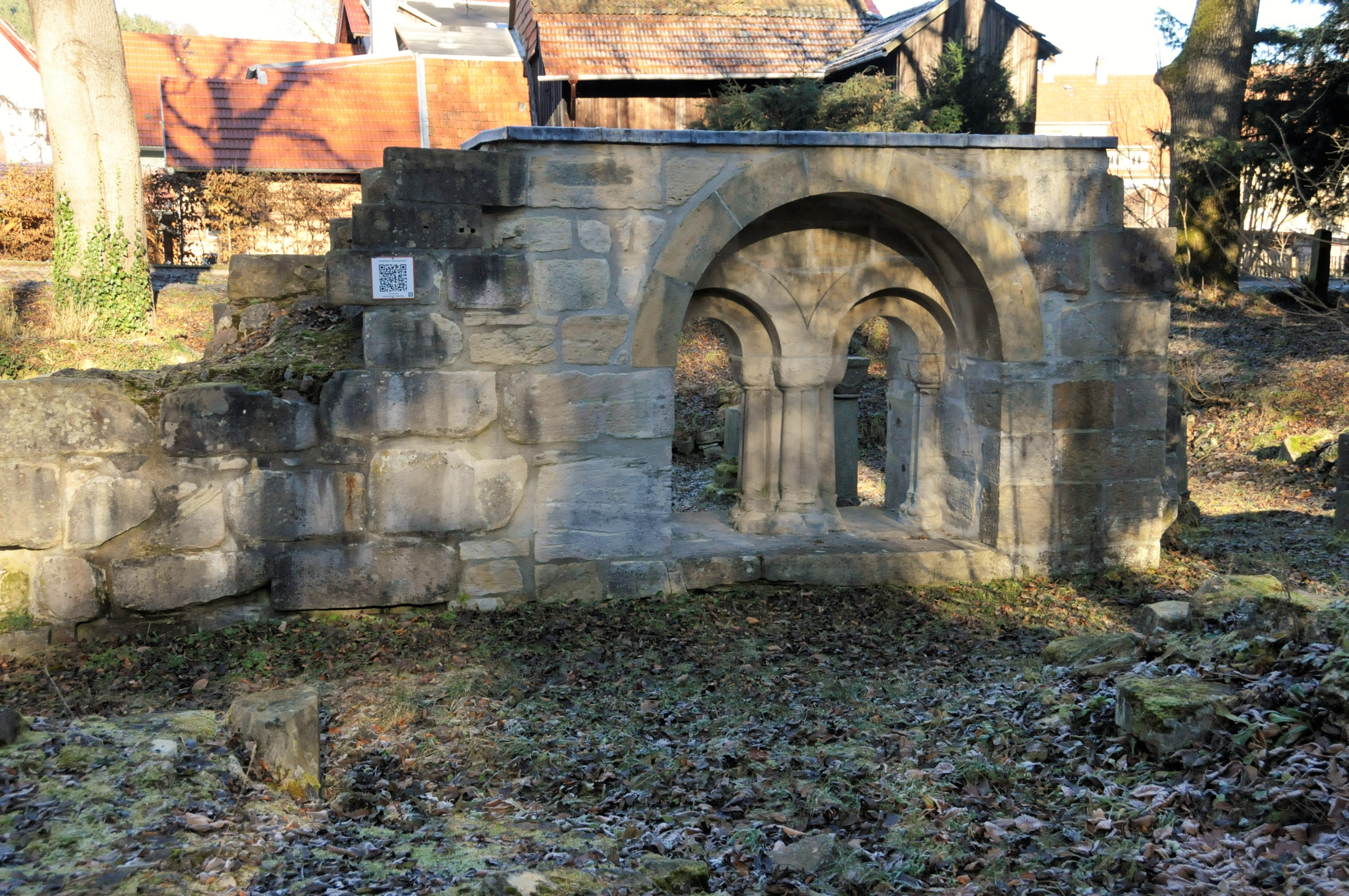
Grabungsareal der Klosterruine

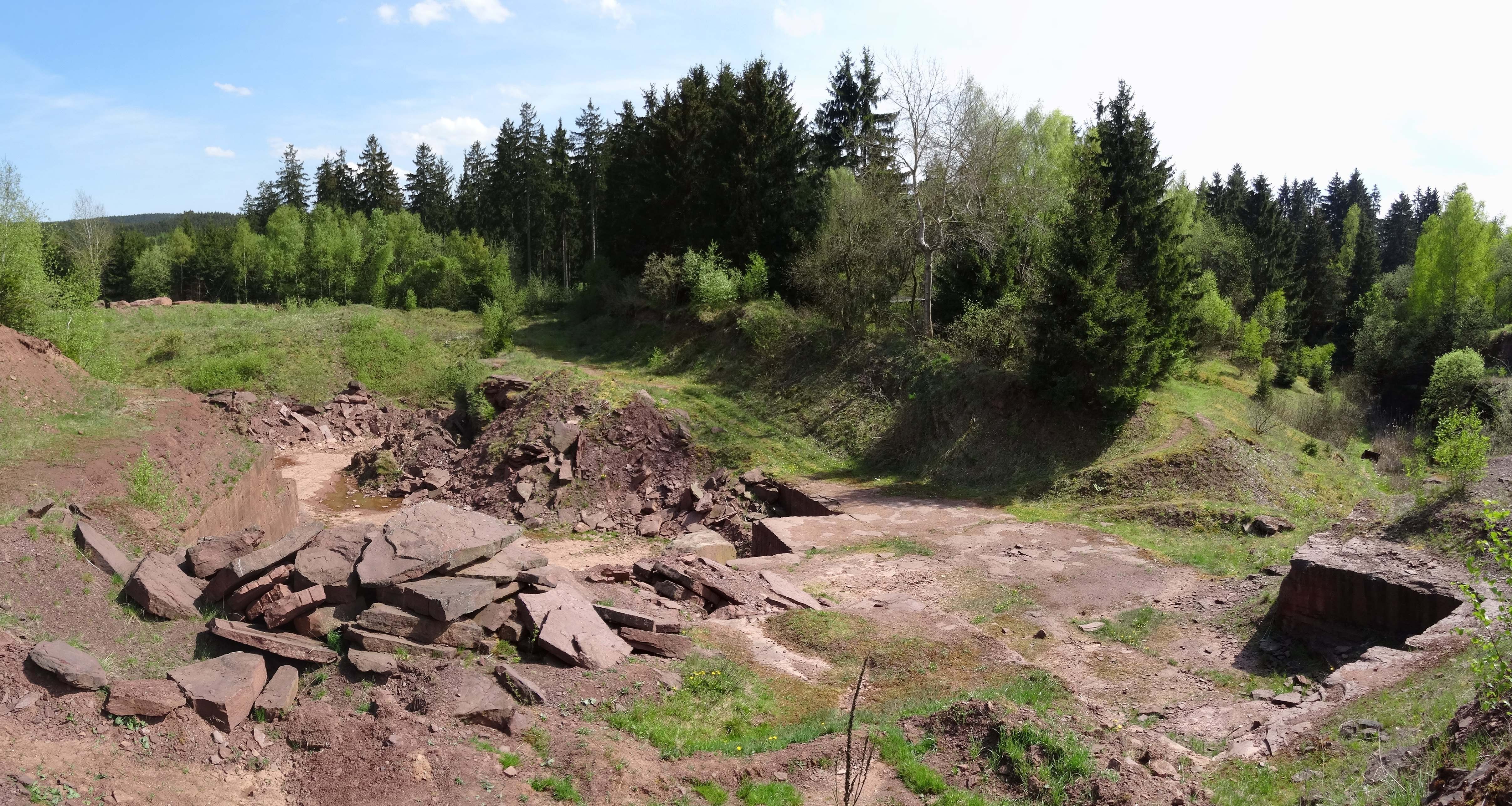
Saurierfundstätte Bromacker

- Klosterhof und Kornhaus mit Steinrosette aus der Klosterzeit. Das heute noch erhaltene Kornhaus mit dem großen Rosettenfenster im Nordgiebel hat ein Maßwerk in Sechspassform und ist eine architektonische Kostbarkeit. Sein innerer Durchmesser beträgt 2,64 m. Es wurde im Jahre 2011 aufwändig restauriert. Das Kornhaus stammt vermutlich aus dem 15. Jahrhundert und wurde mehrfach umgebaut. Obwohl sein ursprünglicher Zweck nicht belegbar ist, lässt der Einbau eines Kaminabzuges in der südöstlichen Ecke die Vermutung zu, dass es sich um ein Winterrefektorium handelte. Da das Kloster von vielen Pilgern besucht wurde, kommt auch eine Verwendung als Hospital oder Unterkunft in Betracht. In der nachklösterlichen Zeit diente das Gebäude als Zins- und Abgabenstelle des Amtes Georgenthal und erhielt damals seinen heutigen Namen. Bis 1960 wurde es als Kornspeicher benutzt und beinhaltet heute ein Lapidarium mit Ausgrabungsstücken, z. B. Schlusssteine mit Eichenblatt- oder Efeuornamenten aus dem zerstörten Gewölbe der Abteikirche sowie Bruchstücke von Gurtbögen, Gewölberippen und Gewölbeansätzen, die schon fast gotisch anmuten.
- ehemalige Sommerresidenz „Schloss Georgenthal“
- Hexenturm, Gefängnis während der Hexenprozesse zwischen 1646 und 1711. Aus dieser Zeit sind 71 Hexenverfolgungen des Amtes Georgenthal bekundet. Meist wurden die betroffenen verbrannt, einige Frauen starben auch an den Folgen der Folter. Martha Lanz, 60-jährig, wurde auf dem Scheiterhaufen auf dem nahegelegenen Hirzberg verbrannt, während die 35-jährige Witwe des Köhlers Lorenz Ortlepp aus Catterfeld die Folter ertrug, nicht gestand und freigesprochen wurde.
- Naturnah angelegter Kurpark, früher Klostergarten
- Lohmühle und Lohmühlenmuseum
- Saurierfundstätte Bromacker, Saurier-Erlebnispfad (Eröffnung im September 2011)[15]
- Standort des „größten Kaminzuggrills der Welt“ (Maße der Grillfläche zirka 2 × 2 Meter; mit Eintrag im Guinness-Buch der Rekorde) der Firma THÜROS

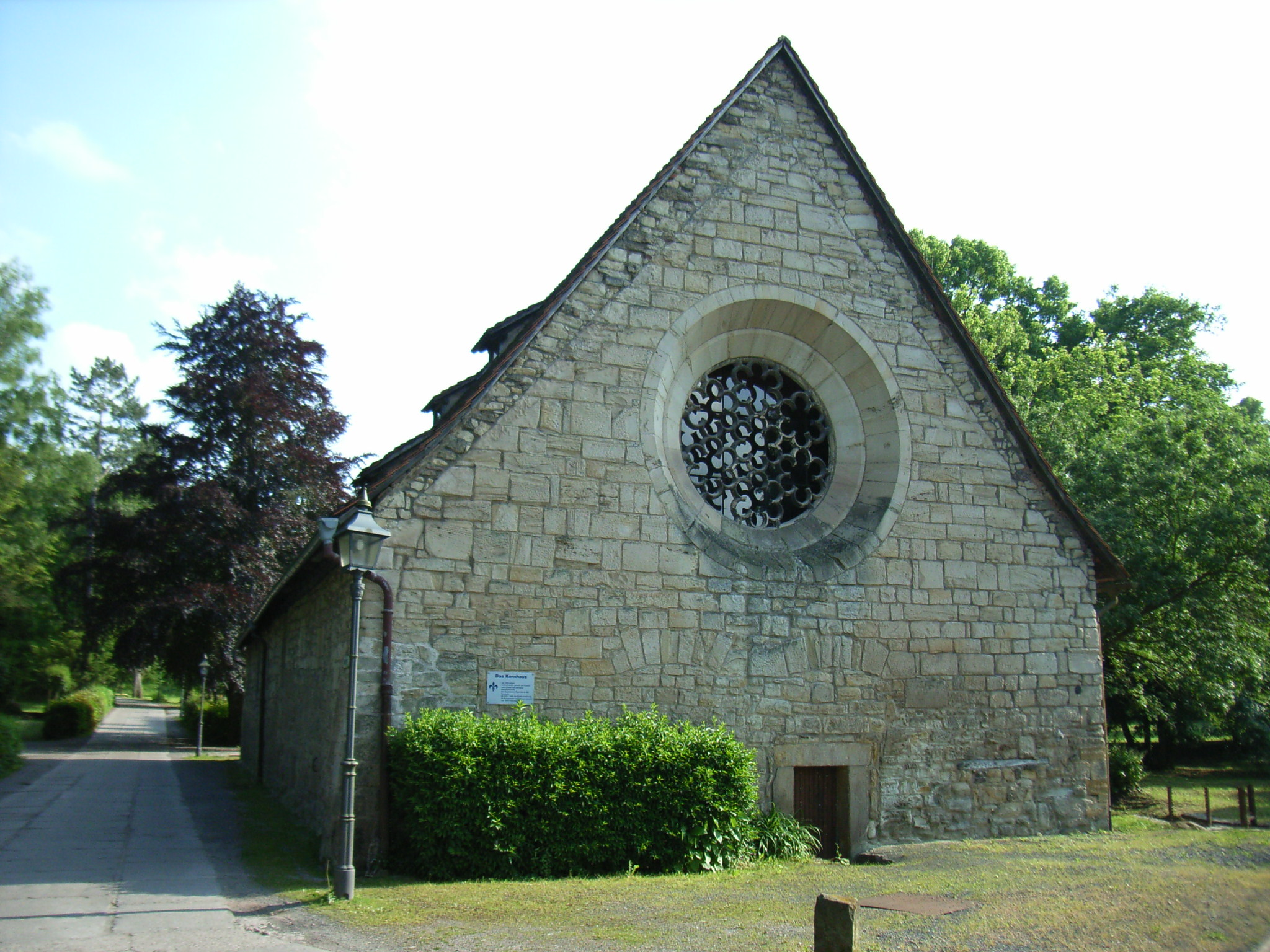
Kornhaus
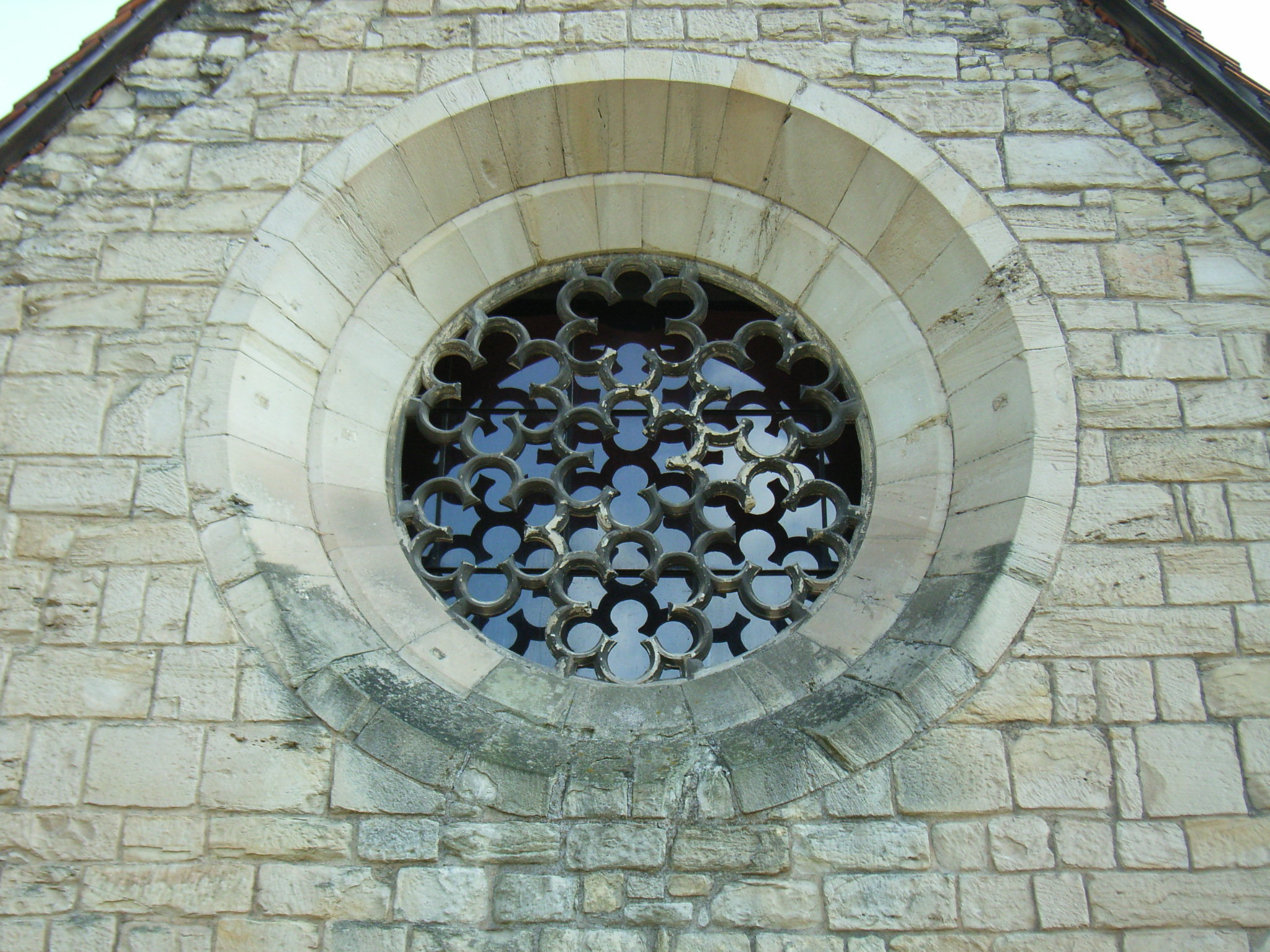
Rosette am Kornhaus
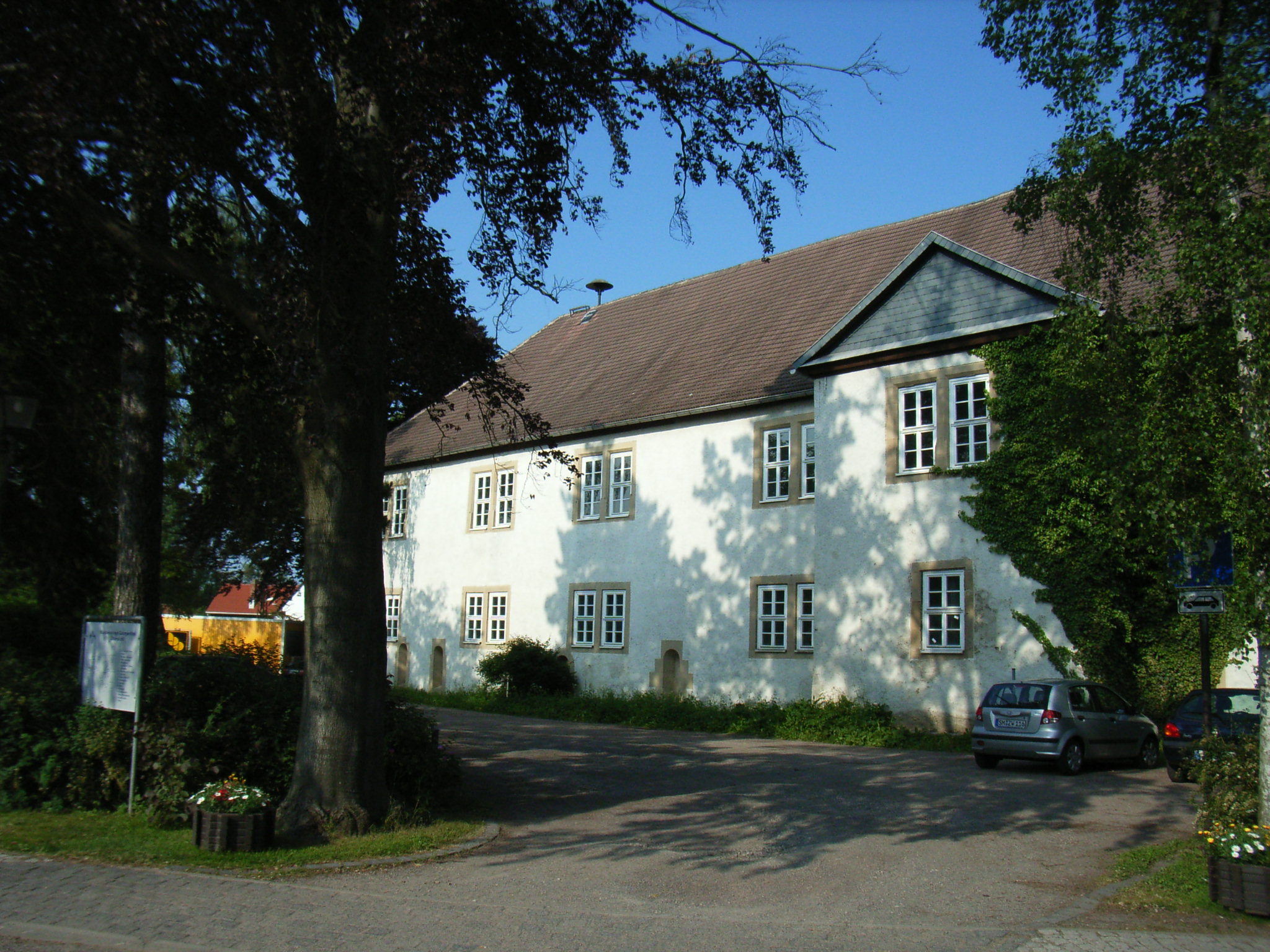
Schloss
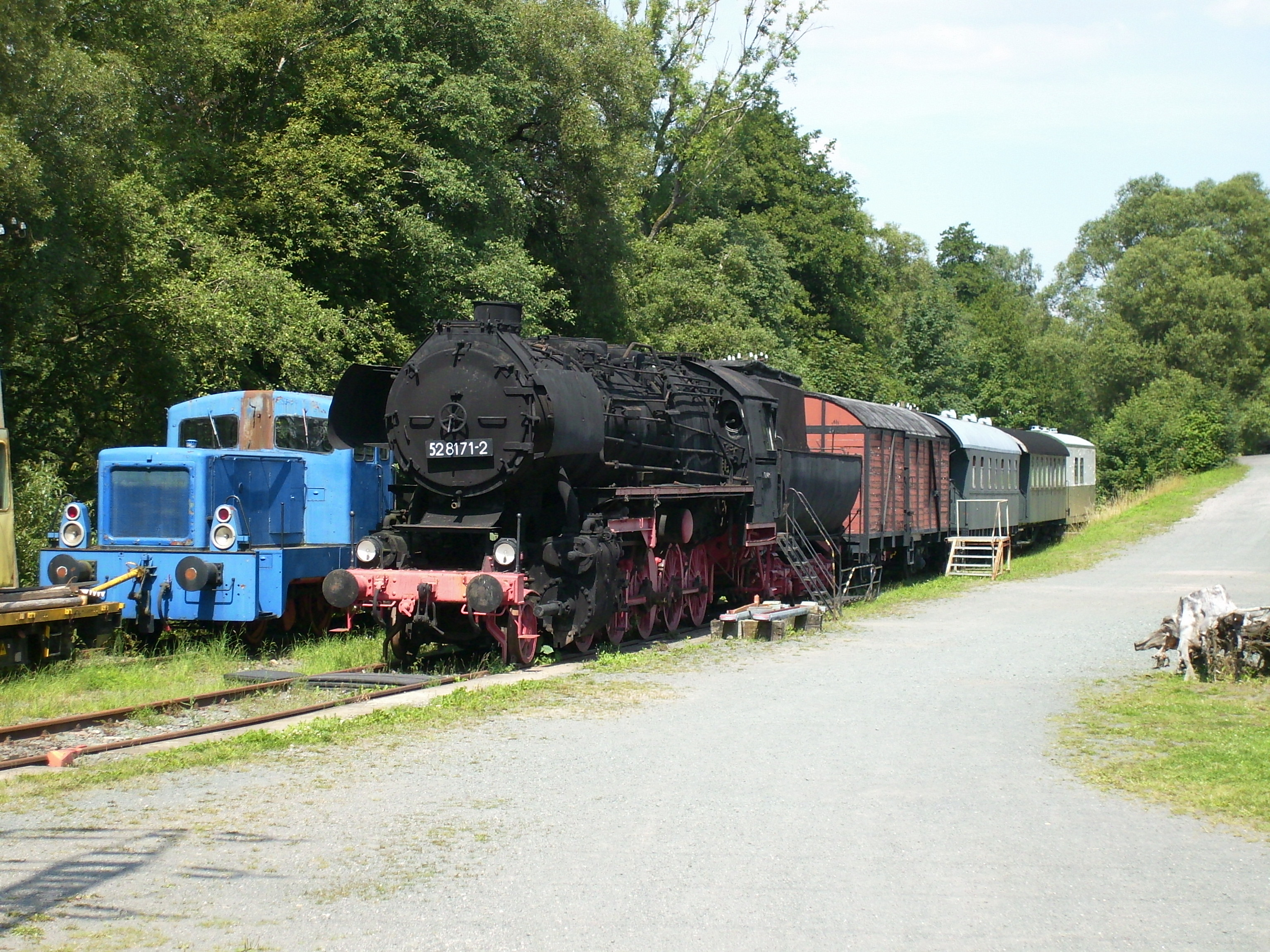
Am Lohmühlenmuseum
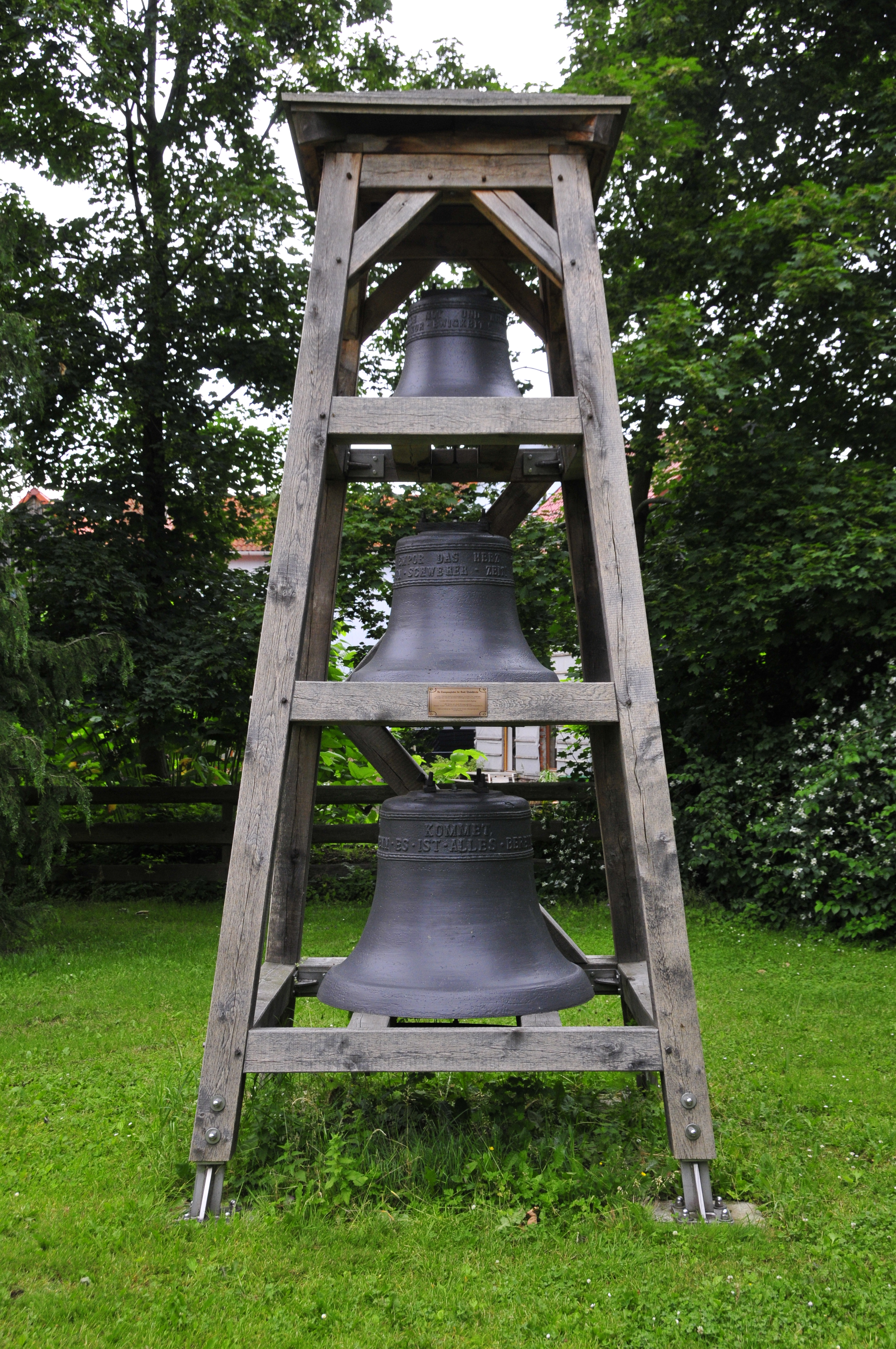
Eisengussglocken im Kirchhof von St. Elisabeth
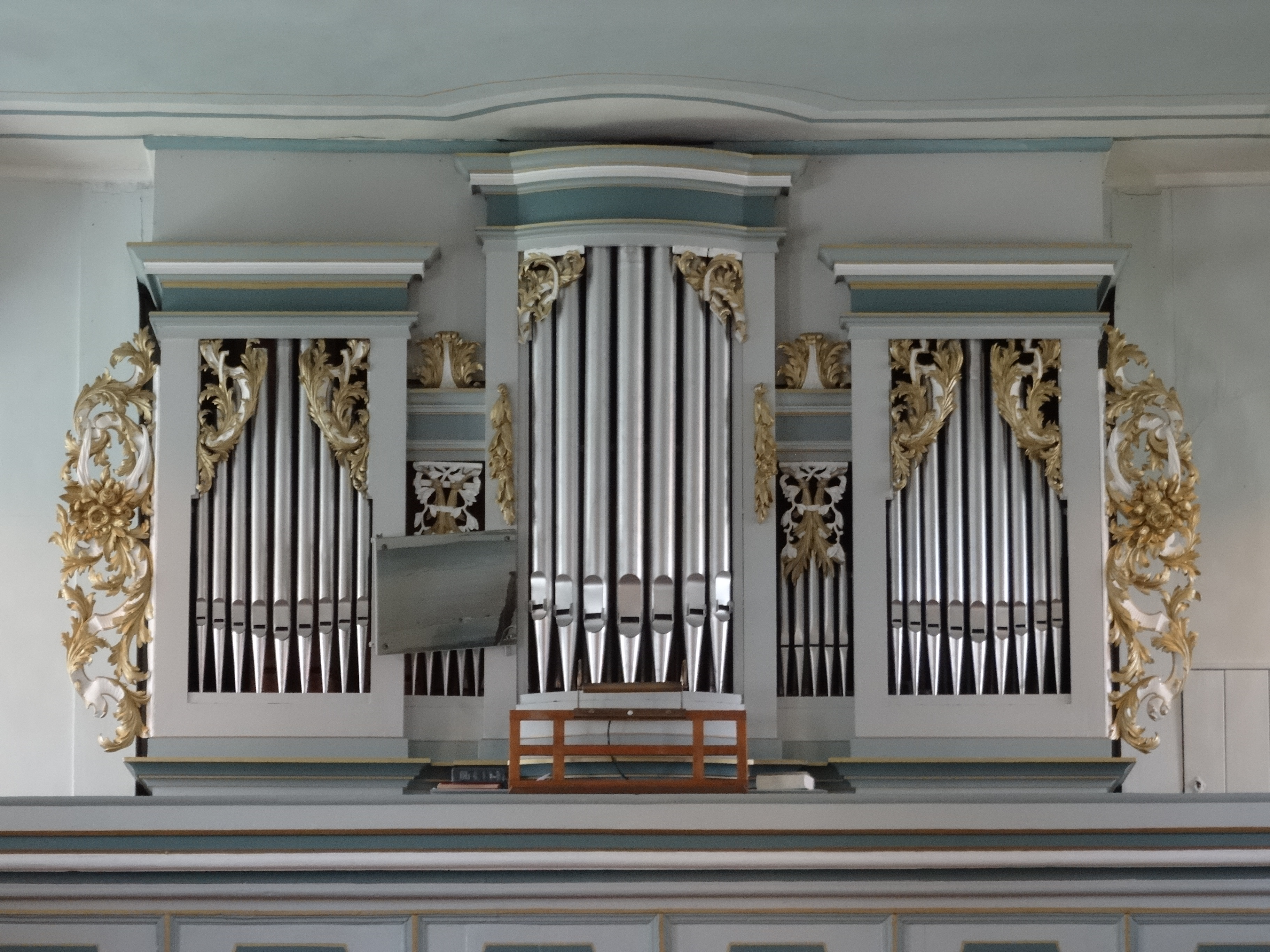
Orgel von Rudolf Böhm aus 1894 in der St.-Elisabeth-Kirche

## Persönlichkeiten

### Söhne und Töchter der Gemeinde
- Friedrich Karl Heinrich Otto Gebhardt (1827–1888), Staatsrat in Gotha, Landtagsabgeordneter im Herzogtum Coburg-Gotha
- Hans von Wangenheim (1859–1915), Diplomat
- Waldemar Wolf (1929–2001), Politiker, Mitglied des Hessischen Landtags
- Hartmut Jungius (* 1939), Zoologe und Naturschützer
- Lothar Fuchs (* 1941), Eishockeyspieler
- Peter Weise (* 1941), Ökonom
- Wolfgang Trautmann (* 1944), Soziologe
- Werner Schroeter (1945–2010), Regisseur

### Mit der Gemeinde verbunden
- Julie Freifrau von Mauchenheim gen. Bechtolsheim (1751–1847), deutsche Dichterin und Salonnière
- Friedrich Georg Leonhard Schrödter (1786–1862), Oberforstmeister von Georgenthal
- Christian Freiherr von Mauchenheim gen. Bechtolsheim (* 1960), deutscher Unternehmer und Botschafter des Souveränen Malteserordens, hat seinen ersten Wohnsitz in Georgental